# Millhouses (Barnsley)
Millhouses – wieś w Anglii, w hrabstwie ceremonialnym South Yorkshire, w dystrykcie metropolitalnym Barnsley. Leży 19 km na północny wschód od miasta Sheffield i 240 km na północ od Londynu.